# Diócesis de Albenga-Imperia
La diócesis de Albenga-Imperia (en latín: Dioecesis Albingaunensis-Imperiae y en italiano: Diocesi di Albenga-Imperia) es una circunscripción eclesiástica de la Iglesia católica en Italia. Se trata de una diócesis latina, sufragánea de la arquidiócesis de Génova. Desde el 1 de septiembre de 2016 su obispo es Guglielmo Borghetti.

## Territorio y organización

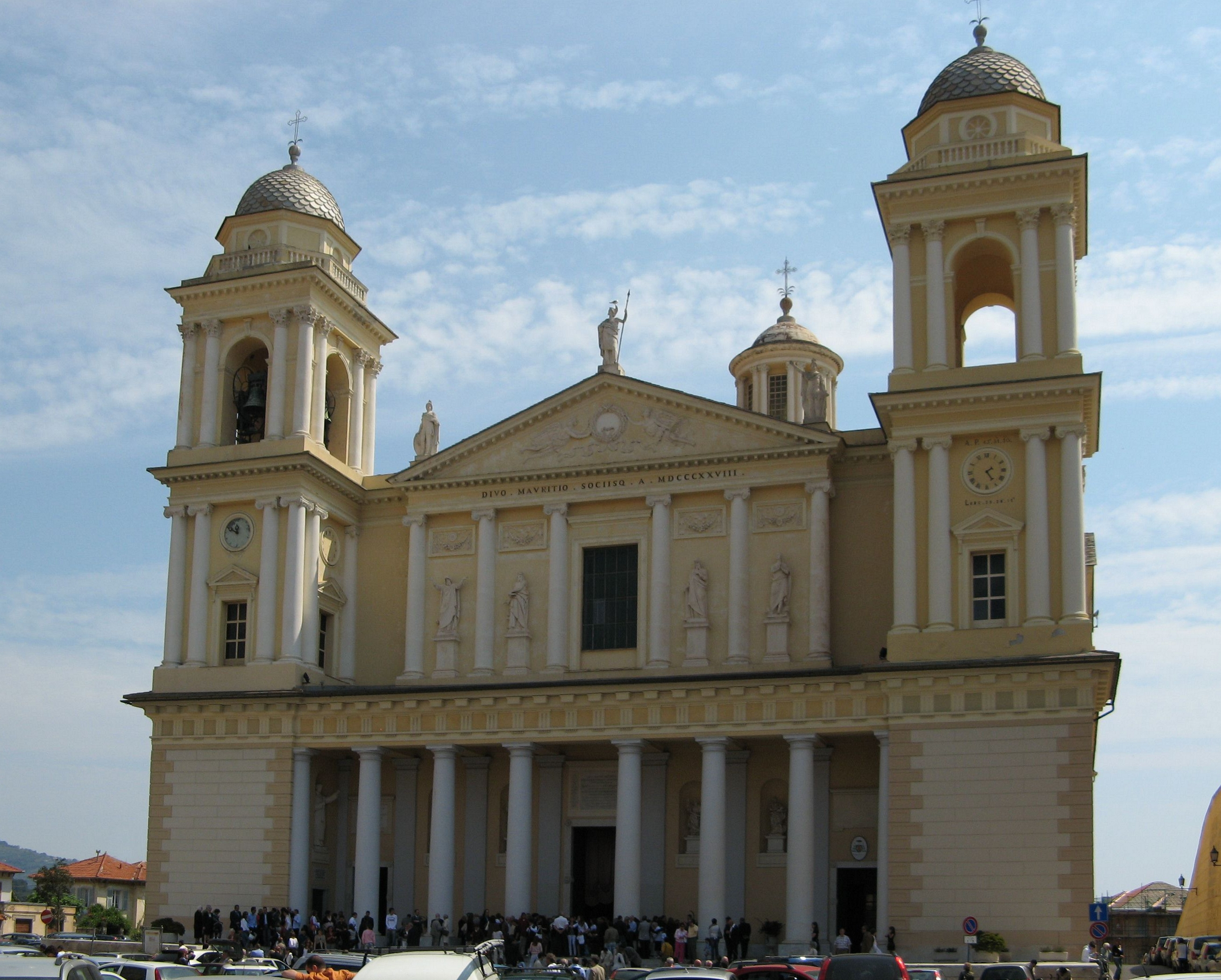
Concatedral basílica de San Mauricio, en Imperia

La diócesis tiene 939 km² y extiende su jurisdicción sobre los fieles católicos de rito latino residentes en parte de la región de Liguria, comprendiendo en: 
- la provincia de Savona las comunas de: Alassio, Albenga, Andora, Arnasco, Balestrino, Boissano, Borghetto Santo Spirito, Borgio Verezzi, Casanova Lerrone, Castelbianco, Castelvecchio di Rocca Barbena, Ceriale, Cisano sul Neva, Erli, Finale Ligure (fracciones de Gorra y Olle), Garlenda, Giustenice, Laigueglia, Loano, Magliolo, Nasino, Onzo, Ortovero, Pietra Ligure, Stellanello, Testico, Toirano, Tovo San Giacomo, Vendone, Villanova d'Albenga y Zuccarello;
- la provincia de Imperia las comunas de: Aquila d'Arroscia, Armo, Aurigo, Borghetto d'Arroscia, Borgomaro, Caravonica, Cervo, Cesio, Chiusanico, Chiusavecchia, Civezza, Cosio di Arroscia, Diano Arentino, Diano Castello, Diano Marina, Diano San Pietro, Dolcedo, Imperia, Lucinasco, Mendatica, Montegrosso Pian Latte, Pietrabruna (solo la cabecera), Pieve di Teco, Pontedassio, Pornassio, Prelà, Ranzo, Rezzo, San Bartolomeo al Mare, Vasia, Vessalico y Villa Faraldi.

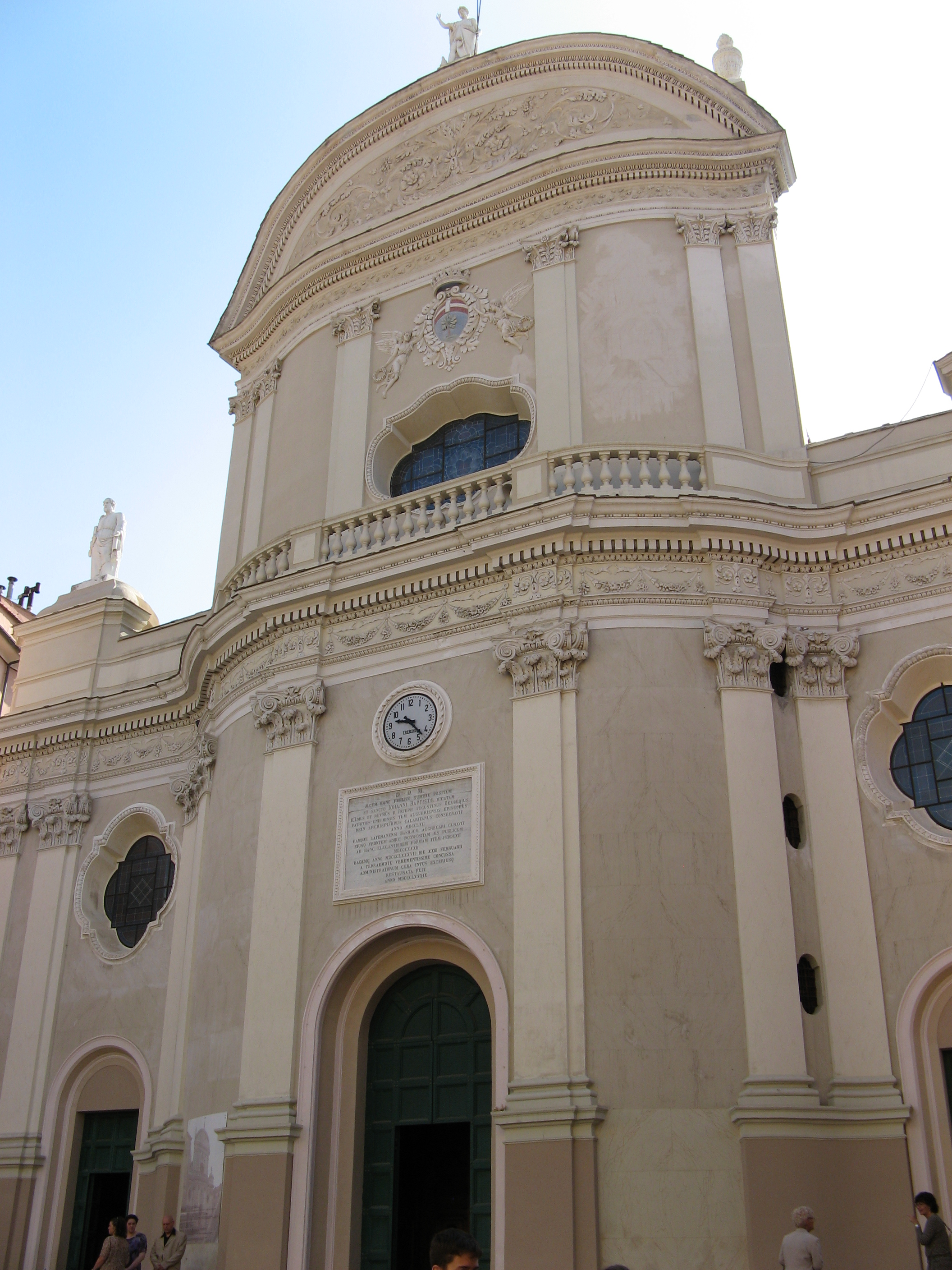
Basílica colegiata de San Juan Bautista, en Imperia

La sede de la diócesis se encuentra en la ciudad de Albenga, en donde se halla la Catedral de San Miguel Arcángel. En Imperia se halla la Concatedral basílica de San Mauricio y la basílica colegiata de San Juan Bautista. En Pietra Ligure se encuentra la basílica de San Nicolás.

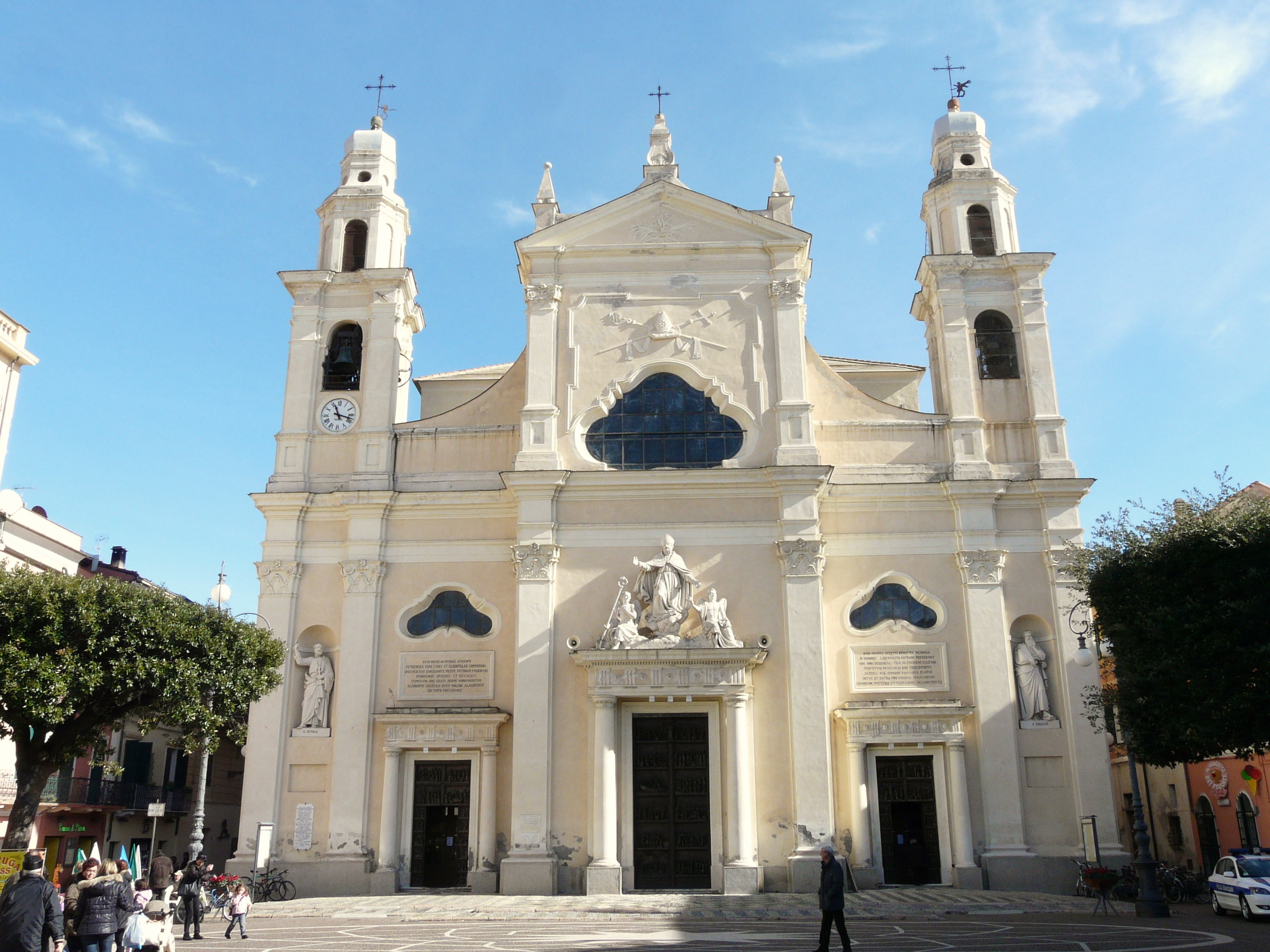
Basílica de San Nicolás, en Pietra Ligure

En 2022 en la diócesis existían 161 parroquias agrupadas en 10 vicariatos: Alassio, Albenga, Andora, Diano Marina, Imperia Oneglia, Imperia Porto Maurizio, Loano, Pietra Ligure, Pieve di Teco y Pontedassio.

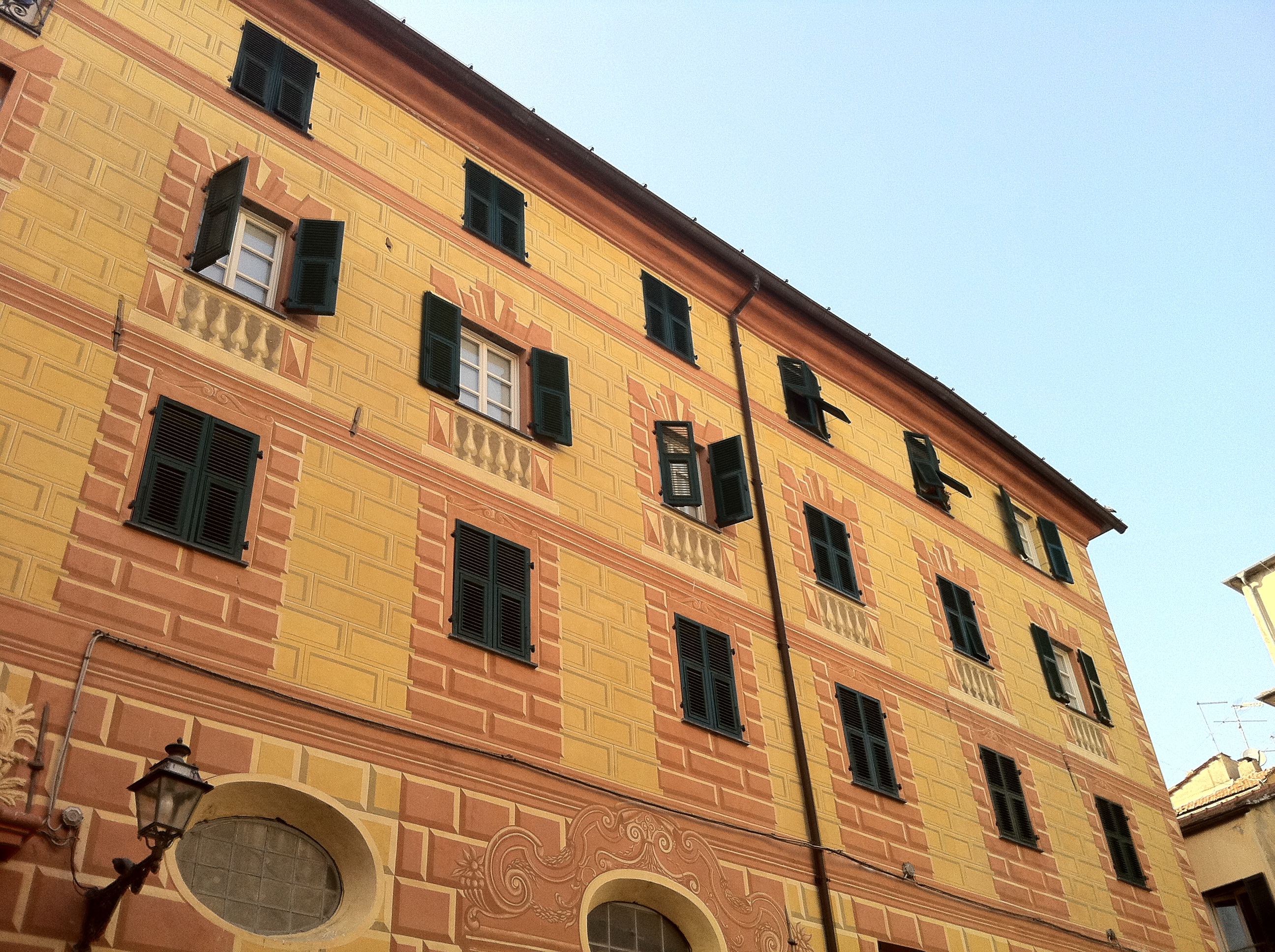
Antigua sede del seminario episcopal de Albenga

## Historia
La tradición local hace de Albenga, entre 121 y 125, el escenario del martirio de san Calocero, originario de Brescia, oficial de la corte del emperador romano Adriano; los actos de su martirio, junto con los de los santos Faustino y Jovita, no están totalmente verificados; sin embargo, en el presunto lugar de sepultura del santo se reunió la primera comunidad cristiana ingauna, y de las excavaciones arqueológicas se ha trascendido que este lugar fue un lugar de sepultura privilegiado ya en la época imperial, y sobre el que luego nació el importante monasterio de San Calocero al Monte.
San Calimero, obispo de Milán, en la segunda mitad del siglo III también fue importante en el proceso de evangelización de Albenga; esto vincularía la expansión del cristianismo en Albenga y la Riviera de Poniente con la diócesis ambrosiana.
La evidencia arqueológica muestra que ya en el siglo V había una próspera comunidad cristiana en la ciudad. De hecho, la fundación de la catedral y el baptisterio de Albenga, así como las iglesias cementerio extra moenia de San Calocero y San Vittore, datan de este período. Además, la presencia de san Martín de Tours en la isla Gallinara poco después de mediados del siglo IV "parece probar, ya un siglo antes de la cita del obispo Quintio, la existencia de un centro organizado de vida cristiana, que el santo podía han hecho referencia en la elección de su estancia ermitaña".
El conocimiento de la diócesis parece bastante tardío, casi con certeza establecido después de la muerte de san Ambrosio. El primer obispo del que hay cierta información es Quincio, quien en 451 firmó la carta sinodal de Eusebio, obispo de Milán, al papa León I; la carta establecía la condena de Nestorio y Eutiques (Mansi); sin embargo, parece ser el primero en el oeste de Liguria, ya que sólo se conoce a los obispos de Ventimiglia y Vado en el año 680 debido a su presencia en un concilio romano.
Originalmente sufragánea de la arquidiócesis de Milán, la diócesis estaba limitada al norte por la cuenca alpina; al este alcanzaba Finale Ligure y al oeste comprendía todo el territorio de la actual San Remo. El descubrimiento de un edificio eclesiástico con pila bautismal cerca de Riva Ligure, que data del siglo VI, revela una organización cristiana del campo y también atestigua una cierta organización pievanera del territorio.
En los siglos siguientes, la información sobre los obispos de Albenga es fragmentaria hasta el siglo XI. Las excavaciones arqueológicas han sacado a la luz el nombre de un obispo hasta entonces desconocido, Benito, contemporáneo de Quincio. El obispo Bono de Albenga participó en el concilio provincial de Milán en 679, que se pronunció contra el monotelismo; el mismo prelado participó, al año siguiente, en el sínodo romano de preparación al concilio ecuménico de 680-681. Otros dos obispos, Iuncio y Martiriano, datables históricamente entre mediados del siglo VI y mediados del VIII, son mencionados en el Acta Sancti Martiriani episcopi et martiris. El obispo Desiderio, que consagró la iglesia de la abadía de San Pietro en Varatella, se remonta a la época precarolingia. Egidulf participó en el concilio provincial de Milán en 864, cuya posición era la de salvaguardar el orden eclesiástico y el control del obispo sobre el territorio de la diócesis. De una crónica catalana parece que san Martiniano y su predecesor Juncio fueron obispos de Albenga en los siglos VI-VII. El siglo IX termina con el obispo Benedetto Revelli, primer abad del monasterio de la isla de Gallinara y luego elegido obispo de Albenga, venerado en la Edad Media y canonizado en el siglo XVII. En 825 Albenga era una de las ciudades (junto con Ventimiglia y Vado) donde los niños debían ir a estudiar según el capitular de Lotario I, mientras que los clérigos debían ir a estudiar a Turín.
Los monasterios benedictinos tuvieron una importancia considerable y contribuyeron a la consolidación religiosa de la diócesis. Entre ellos, en particular, el monasterio de la isla de Gallinara, frente a Albenga, que obtuvo la exención de la jurisdicción episcopal del papa Benedicto IX en 1044, y que obtuvo diversas propiedades y munificencias en Italia, Cataluña, Provenza y Córcega. En 1064 la curia de Albenga todavía estaba bajo la curia lombarda, a la que debía una renta anual. El prelado ingauno Eremberto estuvo presente en el sínodo de Pavía el 25 de octubre de 1046, siendo el único entre los obispos de Liguria, el primer encuentro con el rey Enrique III el Negro, lo que representó una reunión de la corte para establecer su ascendencia sobre Roma, lo que todavía una vez atestigua el vínculo entre Ingaunia y el Reino de Italia.
Gracias a un documento copiado en el siglo XVII del 29 de junio de 1076 donde la diócesis concedía a la abadía de San Pietro en Varatella un molino en Toirano, firmado con el consentimiento expreso de 22 canónigos de la catedral enumerados por orden de dignidad, de doce milites Sancti Ioanis, a la cabeza del cual está Conrado, abogado del episcopado, muestra que la curia se organizaba con el obispo a la cabeza. Deodato, apoyado por un nutrido grupo de canónigos y una clientela armada, con roles bien definidos y que presupone un patrimonio considerable, pero sobre todo parece ser una referencia política importante. Albenga forma parte del Reino de Italia con capital en Pavía y con dependencia eclesiástica del metropolitano de Milán. En 1127 Bonifacio del Vasto concedió el monasterio de San Lorenzo di Varigotti al obispo ingauno y las conexiones entre la ciudad y Lerino eran sólidas. En 1149 el obispo Otto se comprometió a aumentar la fortuna de la abadía de San Pietro en Varatella y en 1142 confirmó las iglesias de Santo Stefano di Sanremo y Villaregia a Santo Stefano di Genova.
En esta fase el territorio del Valle de Arroscia y la zona de Albenga desde Finale Ligure hasta Porto Maurizio fueron administrados con un sistema parroquial, excepto el distrito dianés que todavía estaba influenciado por la presencia de San Pietro en Ciel d'Oro.
En 1169 el monasterio de la isla Gallinara fue sometido a la autoridad de los arzobispos de Génova; finalmente en 1473, al mismo tiempo que se perdían las propiedades más prestigiosas, se le concedió la mención. En 1179, en la paz de Letrán entre el Imperio y la Liga de municipios italianos, el obispo Lanterio estuvo presente en representación de la Marca de Albenga.
En 1159 el papa Alejandro III había asignado la diócesis a la provincia eclesiástica de la arquidiócesis de Génova, pero la disposición no se implementó inmediatamente, hasta el punto de que en 1213 el papa Inocencio III reiteró al obispo Enrique la debida sumisión a la autoridad metropolitana de los arzobispos genoveses. Precisamente a partir del siglo XIII se estrecharon los vínculos con Génova. Un signo de esta estrecha relación es el largo episcopado de Lanfranco di Negro (1255-1288), genovés: vendió diversos bienes de la mensa episcopal en favor de familias genovesas; insertó a varios genoveses en el cabildo catedralicio; durante su episcopado las órdenes mendicantes entraron en la diócesis.
En 1292 la sede episcopal de Albenga quedó vacante y el papa Nicolás IV nombró al Cevese Nicolo Guascone (o Vascone dei Marchesi di Ceva) el 29 de enero del mismo año. Otros ceveños ocuparon la silla diocesana en la primera mitad del siglo XIV. Federico di Ceva, hijo de Benedetto dei Marchesi di Ceva, señor de Montezemolo, que fue elegido obispo el 4 de diciembre de 1330 con sólo 22 años, por lo que obtuvo la dispensa del papa Juan XXII por sus conocimientos y méritos ya obtenidos. El 7 de abril de 1334 ordenó el sínodo diocesano, cuyas actas se publicaron el 2 de mayo siguiente. También por este motivo, el papa Benedicto XII, con carta del 27 de mayo de 1336, le encargó que investigara y tomara medidas para resolver los problemas que habían surgido entre el marqués del Carretto de Savona y Teodosio, obispo de Noli. El 31 de julio de 1337 aprobó los estatutos capitulares de los canónigos de su catedral. Murió en 1349 y el 18 de febrero del mismo año fue sucedido por su probable sobrino Giovanni de los marqueses de Ceva y señor de Priero y Sale. De 1380 a 1419 el obispo fue Girberto Fieschi, quien administró la diócesis a través de vicarios sin estar nunca demasiado presente. Le sucedió Antonio Da Ponte, un prelado atento al ámbito artístico, que completó las obras del nuevo coro de la catedral también gracias a la posibilidad que le dio el papa Martín V de poder vender indulgencias durante las vacaciones conluant ad eandem ecclesiam et ad eius preservem seu fabricam manus propulte porrigant adiutrices. En 1427 el prelado ingauno era Matteo del Carretto, que participó en el Concilio de Basilea, oponiéndose en gran medida a la línea romana, y luego volvió sobre sus pasos e hizo las paces antes de que fuera demasiado tarde.
Entre los siglos XV y XVI surgió la figura del obispo Leonardo Marchese (1476-1513), «de una familia albenganesa, a quien corresponde el esmerado cuidado del territorio diocesano, la fundación de nuevas parroquias, la reorganización de los bienes de la curia, cultura atribuida, pero también refinada: así lo demuestran los espléndidos manuscritos iluminados con los que el obispo dota la biblioteca capitular".
Carlo Cicala (1554-1572), después de participar en el Concilio de Trento, fue uno de los primeros en aplicar concretamente sus disposiciones. El 8 de mayo de 1564 convocó el primer sínodo diocesano. El 21 de abril de 1569 estableció el seminario episcopal en el claustro de la catedral, que tuvo un nuevo edificio en 1622 antes de trasladarse a su ubicación actual en 1929. El número de sínodos se multiplicó con los obispos posteriores: Luca Fieschi convocó tres, Vincenzo Landinelli y Pier Francesco Costa dos cada uno. Este último obispo también fue responsable de la edición, realizada por el canónigo Gio Antonio Panieri, de la obra monumental, que permaneció manuscrita y conservada en el archivo diocesano, titulada Sacro, e vago Giardinello, fundamental para el conocimiento del estado de la diócesis de Albenga en la primera mitad del siglo XVII.
A finales del siglo XVI el obispo de la diócesis era Luca Fieschi, procedente de una rica familia genovesa, que dedicó gran parte de su patrimonio a la renovación de la catedral de Ingauna, adaptada a los cánones tridentinos con una importante renovación. Sin embargo, no tuvo una vida fácil, tanto es así que la visita de Mascardi a finales de siglo fue solicitada por la Santa Sede para ver la obra del obispo, quien sin embargo fue elogiado por el trabajo realizado en todas las iglesias del diócesis. Un documento de 1600 que no ha sobrevivido habría sido redactado por prelados más conservadores y ciudadanos importantes, que habrían impugnado las acciones del obispo y que habrían provocado la visita de un comisario a la diócesis y la convocatoria del obispo a Roma. para dar cuenta de sus acciones. Un documento enviado por el Ayuntamiento a Roma solicita que el obispo esté presente en la ciudad durante la Cuaresma del año jubilar y que la obra pueda estar terminada al final del jubileo. Luca Fieschi murió en Albenga en 1610 y fue enterrado en la capilla de San Ricardo, donde su sucesor Pier Francesco Costa erigió un busto y colocó una placa en su memoria, que luego fue transportada a la sacristía.
Después de san Benito, obispo del siglo IX, en el siglo XVIII la diócesis dio a la Iglesia otro santo, Leonardo da Porto Maurizio, fraile de los Menores reformados: «predicador de gran importancia en toda Italia pero sobre todo en Roma, es el Figura central del gran jubileo de 1750, y propagador de la práctica del Vía Crucis, que fue el primero en predicar en el Coliseo precisamente en el Año Santo querido por el papa Benedicto XIV.»
A principios del siglo XIX la diócesis vio reducido su tamaño territorial. Entre 1803 y 1804, cuatro parroquias de los valles de Albenga en la cordillera alpina (es decir, la aldea garessina de Cerisola, así como Alto, Caprauna y Nasino; en Val Pennavaira) pasaron a la diócesis de Mondovì. Además, en 1831, veinticinco parroquias de la parte occidental fueron anexadas a la diócesis de Ventimiglia: a saber, las de las actuales comunas de San Remo, Taggia, Badalucco, Montalto Carpasio, Triora, Bajardo, Ceriana, Coldirodi, Castellaro, Terzorio, Pompeiana, Riva Ligure, Santo Stefano al Mare, Cipressa, Lingueglietta, Costarainera, San Lorenzo al Mare, Pietrabruna (fracciones de Boscomare y Torre Papponi), Molini di Triora y Ospedaletti.
Entre los obispos del siglo XIX, una figura importante fue Raffaele Biale (1840-1870) que estimuló y mejoró los estudios teológicos del clero y fomentó el envío de sacerdotes diocesanos en misiones. Ya en 1816 murió mártir en China un sacerdote de Triora, Giovanni da Molini. Los dos primeros patriarcas de la restaurada sede de Jerusalén de los Latinos eran originarios de la diócesis: Giuseppe Valerga de Loano y Vincenzo Bracco de Torrazza.
El siglo XIX vio nacer algunas congregaciones religiosas femeninas en la diócesis: en 1836 Teresa Monaldo fundó la Visitación de las monjas en Loano; todavía en Loano, en 1885, Maria Francesca di Gesù Rubatto fundó las monjas terciarias capuchinas; en 1848 María Leonarda Ranixe fundó las monjas clarisas de la Santissima Annunziata.
En el siglo XX, «durante muchos años Angelo Cambiaso fue obispo de Albenga, quien vivió para él los años muy duros de las dos guerras, interviniendo repetidamente ante el mando alemán hasta 1945, ofreciéndose en particular como rehén en lugar de más de ciento cincuenta prisioneros civiles, el 29 de septiembre de 1943."
El 8 de julio de 1949, con la carta apostólica Qua Augustus Imperator, el papa Pío XII proclamó a la Bienaventurada Virgen María, conocida con el título de Madonna di Pontelungo, como principal patrona de la ciudad y de la diócesis de Albenga.
El 2 de febrero de 1965 la diócesis reincorporó la parroquia de Nasino, que pertenecía a la diócesis de Mondovì desde 1804.
Dada la importancia asumida por la ciudad de Imperia, capital provincial, el 1 de diciembre de 1973 se cambió el nombre de la diócesis a diócesis de Albenga-Imperia y se erigió la basílica de San Mauricio como concatedral de la diócesis.

### Diócesis de Albenga-Imperia
El 17 de diciembre de 1973 Piazza dirigió una carta de agradecimiento a Pablo VI por haber resuelto el antiguo problema de la solicitud de una sede episcopal primero en Onegliese y luego en Imperia.
Todo comenzó el 6 de enero de 1946, fecha de la muerte de Cambiaso. Ya en 1923, cuando Imperia reemplazó a Porto Maurizio como capital provincial, los administradores públicos no ocultaron su deseo de incluir toda la zona de Albenga en la provincia. El 29 de enero de 1946, el entonces prefecto de Imperia, Ambrogio Viale, dirigió una memoria de 12 puntos al cardenal Pietro Boetto, con la esperanza de actuar como intermediario para una solicitud a la Santa Sede, para resolver la situación anacrónica de una capital de provincia. sin sede episcopal... actuando como intérprete del sentimiento común del clero y de los laicos en la parte del territorio occidental de la diócesis hasta las fronteras de la diócesis de Ventimiglia proponiendo una solución al problema que fuera honorable y aceptable... concluyendo finalmente que: aunque es una ciudad antigua y residencia de obispos (Albenga) no puede de ninguna manera competir con Imperia.
El prefecto Viale añadió argumentos de principios del siglo XIX y imaginó una solución residencial con una iglesia y un palacio episcopal en el barrio de Porto Maurizio. Esta carta llegó a la sede del arzobispado genovés el 31 de enero, en la madrugada del fallecimiento del cardenal Boetto. Posteriormente, el 18 de febrero de 1946, se anunció el traslado de Raffaele De Giuli a la sede de Ingauna, quien se tomó en serio el problema, ya que el episcopado se encontraba entonces aquejado de problemas de escasez de ingresos. Además, el palacio episcopal de Ingauno necesitaba ser renovado, mientras que el palacio de la Piazza del Duomo, hoy sede de la policía, le fue ofrecido en Imperia como residencia (y sede de las oficinas curiales). Sin embargo, algunos clérigos, el cabildo catedralicio y los laicos expresaron serias dudas.
El punto de inflexión se produjo en 1949, cuando el marqués Domenico Donato del Carretto (1865-1954) donó a la curia su palacio patricio con una torre medieval situado en el centro histórico de Albenga. En el acta notarial vinculaba la donación con la cláusula de que pasaría a ser sede del obispo, de lo contrario el palacio volvería a estar a disposición de la familia y sus herederos. Hay que recordar que el Concordato de 1929 preveía "la correspondencia entre distritos provinciales y diocesanos", con "reducción de las diócesis cuando éstas quedan vacantes". Cuando Pablo VI (1965) trasladó a Monseñor Gilberto Baroni de Albenga a Reggio Emilia, reemplazándolo por Monseñor Piazza y cuatro meses más tarde, tras la muerte en Ventimiglia del obispo local Monseñor Agostino Rousset (1887-1965) el cuestión espinosa, resuelta sin embargo en octubre de 1967, cuando el parlamento en la revisión del Concordato estipuló la renuncia al Estado para tener la identidad de las fronteras entre diócesis y provincias. Pablo VI estableció que no se deberían suprimir las diócesis viables con un número de fieles superior a 70 000. Albenga e Imperia juntas fueron incluidas positivamente en este caso. La petición de monseñor Piazza de tener el nombre de las dos ciudades fue aceptada el 3 de diciembre de 1973 y refrendada por el cardenal Sebastiano Baggio. La concatedral pasó a ser la mencionada basílica de San Maurizio donde el 1 de enero de 1974 tuvo lugar la solemne celebración litúrgica con explicación del decreto pontificio por el que se nombraba la nueva diócesis de Albenga-Imperia.

## Estadísticas
Según el Anuario Pontificio 2023 la diócesis tenía a fines de 2022 un total de 153 000 fieles bautizados.
| Año                                                                             | Población            | Población | Población      | Sacerdotes | Sacerdotes    | Sacerdotes    | Bautizados por sacerdote | Diáconos permanentes | Religiosos | Religiosos | Parroquias |
| Año                                                                             | Bautizados católicos | Total     | % de católicos | Total      | Clero secular | Clero regular | Bautizados por sacerdote | Diáconos permanentes | Varones    | Mujeres    | Parroquias |
| ------------------------------------------------------------------------------- | -------------------- | --------- | -------------- | ---------- | ------------- | ------------- | ------------------------ | -------------------- | ---------- | ---------- | ---------- |
| 1905                                                                            | ?                    | 119 280   | ?              | 571        | 485           | 86            | ?                        |                      | ?          | ?          | 170        |
| 1959                                                                            | 117 280              | 117 500   | 99.8           | 328        | 226           | 102           | 357                      |                      | 140        | 935        | 169        |
| 1969                                                                            | 148 584              | 148 770   | 99.9           | 268        | 182           | 86            | 554                      |                      | 94         | 895        | 136        |
| 1980                                                                            | 165 500              | 165 792   | 99.8           | 252        | 168           | 84            | 656                      | 1                    | 111        | 786        | 192        |
| 1990                                                                            | 164 700              | 165 300   | 99.6           | 216        | 140           | 76            | 762                      | 2                    | 98         | 703        | 164        |
| 1999                                                                            | 162 000              | 164 000   | 98.8           | 197        | 129           | 68            | 822                      | 12                   | 84         | 481        | 162        |
| 2000                                                                            | 162 000              | 164 000   | 98.8           | 194        | 130           | 64            | 835                      | 14                   | 80         | 470        | 162        |
| 2001                                                                            | 162 000              | 164 000   | 98.8           | 192        | 131           | 61            | 843                      | 16                   | 77         | 470        | 162        |
| 2002                                                                            | 162 000              | 164 000   | 98.8           | 195        | 136           | 59            | 830                      | 16                   | 75         | 468        | 162        |
| 2003                                                                            | 162 000              | 164 000   | 98.8           | 182        | 128           | 54            | 890                      | 16                   | 72         | 464        | 162        |
| 2004                                                                            | 162 000              | 164 000   | 98.8           | 192        | 134           | 58            | 843                      | 17                   | 74         | 403        | 162        |
| 2006                                                                            | 163 000              | 165 000   | 98.8           | 196        | 139           | 57            | 831                      | 17                   | 73         | 443        | 163        |
| 2012                                                                            | 158 000              | 168 200   | 93.9           | 176        | 129           | 47            | 897                      | 22                   | 61         | 331        | 162        |
| 2015                                                                            | 158 400              | 171 500   | 92.4           | 182        | 135           | 47            | 870                      | 21                   | 59         | 316        | 162        |
| 2018                                                                            | 162 600              | 176 000   | 92.4           | 173        | 134           | 39            | 939                      | 23                   | 48         | 233        | 162        |
| 2020                                                                            | 157 000              | 176 000   | 89.2           | 165        | 126           | 39            | 951                      | 22                   | 45         | 230        | 162        |
| 2022                                                                            | 153 000              | 172 000   | 89.0           | 146        | 115           | 31            | 1047                     | 20                   | 40         | 199        | 161        |
| Fuente: Catholic-Hierarchy, que a su vez toma los datos del Anuario Pontificio. |                      |           |                |            |               |               |                          |                      |            |            |            |

## Episcopologio
- Quinzio † (mencionado en 451)
- Benedetto I † (siglo V)[nota 3]
- Gaudenzio? † (mencionado en 465)[nota 4]
- Anónimo † (mencionado en 552)[nota 5]
- Onorato? † (mencionado en 585)[nota 6]
- Iuncio † (siglo VI/VIII)
- San Martiriano † (siglo VI/VIII)[nota 7]
- Bono † (antes de 679-después de 680)
- Desiderio † (antes de siglo IX)[nota 8]
- Egidulfo † (mencionado en 864)[5]
- San Benedetto II, O.S.B. † (antes de 885-16 de febrero de 900 falleció)
- Ingo o Ingolfo? † (antes de 940-después de 962)[nota 9]
- Anónimo † (?-998 renunció)
- Erimberto † (mencionado en 1046)
- Diodato, O.Carth. † (antes de 1075-circa 1098 depuesto)[nota 10]
- Adalberto (o Aldeberto) † (antes de 1103-2 de diciembre de 1124 falleció)[nota 11]
- Ottone † (1125-después de 1142)
- Trucco I †
- Bonifacio I †[nota 12]
- Odoardo † (antes de 1150-después de 1155)
- Roberto † (mencionado en 1159)
- Lanterio I † (antes de 1171-después de 1179)
- Alessandro † (mencionado en 1180 circa)
- Alnardo † (mencionado en 1189 y 1196)[nota 13]
- Ibaldo Fieschi † (fines del siglo XII)
- Trucco II † (mencionado en 1199)[nota 14]
- Oberto I † (1205-1 de octubre de 1211 depuesto)
- Enrico † (mencionado en 1212)
- Oberto II † (1216 o 1217[nota 15]-después de 1225)
- Simone I † (antes de 1230-después de 1231)
- Bonifacio II † (mencionado en 1233)
- Sinibaldo Fieschi † (antes de 1235-1238 renunció, en seguida electo papa con el nombre de Inocencio IV)
- Simone II † (1238-?)
- Imperiale Doria †
- Lanterio II † (antes de 1250-1255falleció)
- Lanfranco di Negro, O.F.M. † (17 de febrero de 1255-circa 1288 falleció)
- Nicolò Vaschino, O.F.M. † (28 de enero de 1292-después de 1302 falleció)
- Emanuele Spinola † (13 de mayo de 1309[nota 16]-circa 1320 falleció)
- Giovanni, O.F.M. † (18 de julio de 1321-1328 falleció)
  - Federico Cibo † (28 de noviembre de 1328-4 de diciembre de 1329 renunció) (administrador apostólico)
- Federico di Ceva † (4 de diciembre de 1329-1349 falleció)
- Giovanni di Ceva † (18 de febrero de 1350-13 de septiembre de 1364 nombrado obispo de Tortona)
- Giovanni Fieschi † (13 de septiembre de 1364-1390 falleció)
- Gilberto Fieschi † (1390-después de 1415 falleció)
- Antonio Da Ponte † (10 de julio de 1419-1429 falleció)
- Matteo Del Carretto † (2 de diciembre de 1429-1448 falleció)
  - Giorgio Fieschi † (31 de julio de 1448-21 de diciembre de 1459 renunció) (administrador apostólico)
  - Napoleone Fieschi † (21 de diciembre de 1459-1466 falleció) (administrador apostólico)
- Valerio Calderina † (5 de noviembre de 1466-enero de 1472 falleció)
- Girolamo Basso della Rovere † (14 de febrero de 1472-5 de octubre de 1476 nombrado obispo de Recanati y Macerata)
- Leonardo Marchese † (5 de octubre de 1476-31 de julio de 1513 falleció)
  - Bandinello Sauli † (5 de agosto de 1513-19 de noviembre de 1517 renunció) (administrador apostólico)
  - Giulio de' Medici † (19 de noviembre de 1517-5 de mayo de 1518 renunció) (administrador apostólico)
- Giangiacomo di Gambarana † (5 de mayo de 1518-1538 falleció)
  - Girolamo Grimaldi † (15 de noviembre de 1538-27 de noviembre de 1543 falleció) (administrador apostólico)
  - Giovanni Battista Cicala † (5 de diciembre de 1543-30 de marzo de 1554 renunció) (administrador apostólico)
- Carlo Cicala † (30 de marzo de 1554-1572 renunció)
- Carlo Grimaldi † (26 de noviembre de 1572-11 de octubre de 1581 falleció)
  - Orazio Malaspina † (8 de enero de 1582-1582 falleció) (obispo electo)
- Luca Fieschi † (28 de marzo de 1582-29 de diciembre de 1610 falleció)
- Domenico de' Marini † (11 de abril de 1611-18 de julio de 1616 nombrado arzobispo de Génova)
- Vincenzo Landinelli † (3 de agosto de 1616-1624 renunció)
- Pier Francesco Costa † (29 de abril de 1624-14 de marzo de 1655 falleció)
- Francesco de' Marini † (2 de agosto de 1655-29 de marzo de 1666 nombrado obispo de Molfetta)
- Giovanni Tommaso Pinelli, C.R. † (29 de marzo de 1666-junio de 1688 falleció)
- Alberto Blotto, O.Carm. † (24 de enero de 1689-diciembre de 1690 falleció)
- Giorgio Spinola † (12 de noviembre de 1691-septiembre de 1714 falleció)
- Carlo Maria Giuseppe de Fornari † (20 de febrero de 1715-16 de noviembre de 1730 renunció)
- Agostino Rivarola † (11 de diciembre de 1730-31 de diciembre de 1745 falleció)
- Costantino Serra, C.R.S. † (9 de marzo de 1746-21 de diciembre de 1763 falleció)
- Giuseppe Francesco Maria della Torre † (11 de mayo de 1764-9 de febrero de 1779 falleció)
- Stefano Giustiniani † (12 de julio de 1779-29 de marzo de 1791 falleció)
- Paolo Maggiolo † (26 de septiembre de 1791-7 de agosto de 1802 falleció)
- Angelo Vincenzo Andrea Maria Dania, O.P. † (20 de diciembre de 1802-6 de septiembre de 1818 falleció)
- Carmine Cordiviola † (2 de octubre de 1820-29 de agosto de 1827 falleció)
  - Sede vacante (1827-1832)
- Vincenzo Tommaso Pirattoni, O.P. † (24 de febrero de 1832-25 de octubre de 1839 falleció)
- Raffaele Biale † (27 de abril de 1840-12 de abril de 1870 falleció)
- Pietro Anacleto Siboni † (27 de octubre de 1871-23 de junio de 1877 falleció)
- Gaetano Alimonda † (21 de septiembre de 1877-12 de mayo de 1879 renunció[nota 17])
- Filippo Allegro † (12 de mayo de 1879-2 de diciembre de 1910 falleció)
- Giosuè Cattarossi † (11 de abril de 1911-21 de noviembre de 1913 nombrado obispo de Feltre y Belluno)
- Celso Carletti (Pacifico da Seggiano), O.F.M.Cap. † (25 de agosto de 1914-22 de octubre de 1914 falleció)
- Angelo Cambiaso † (22 de enero de 1915-6 de enero de 1946 falleció)
- Raffaele De Giuli † (18 de febrero de 1946-18 de abril de 1963 falleció)
- Gilberto Baroni † (30 de mayo de 1963-27 de marzo de 1965 nombrado obispo de Reggio Emilia)
- Alessandro Piazza † (18 de mayo de 1965-6 de octubre de 1990 retirado)
- Mario Oliveri (6 de octubre de 1990-1 de septiembre de 2016 renunció)
- Guglielmo Borghetti, por sucesión el 1 de septiembre de 2016